# Thung lũng Cagayan
Thung lũng Cagayan là một vùng của Philippines. Vùng bao gồm 5 tỉnh là Batanes, Cagayan, Isabela, Nueva Vizcaya và Quirino. Tỉnh có ba thành phố là trung tâm Vùng Tuguegarao, trung tâm thương mại Santiago và Cauayan. Vùng hầu như nằm trên một thung lũng lớn ơt phía đông bắc Luzon, giữa dãy núi Cordillera (Cordillera có nghĩa là dãy núi) và dãy núi Sierra Madre. Sông Cagayan là con sông lớn nhất của Philippines, sông này chảy từ khu vực trung tâm của vùng đến phía bắcvà chảy vào Eo biển Luzon. Các nhóm đảo cực bắc Philippines là Batanes và Babuyan cũng thuộc vùng này. Tổng dân số của vùng là 3.051.487 người và diện tích vùng là 31,159

## Hành chính

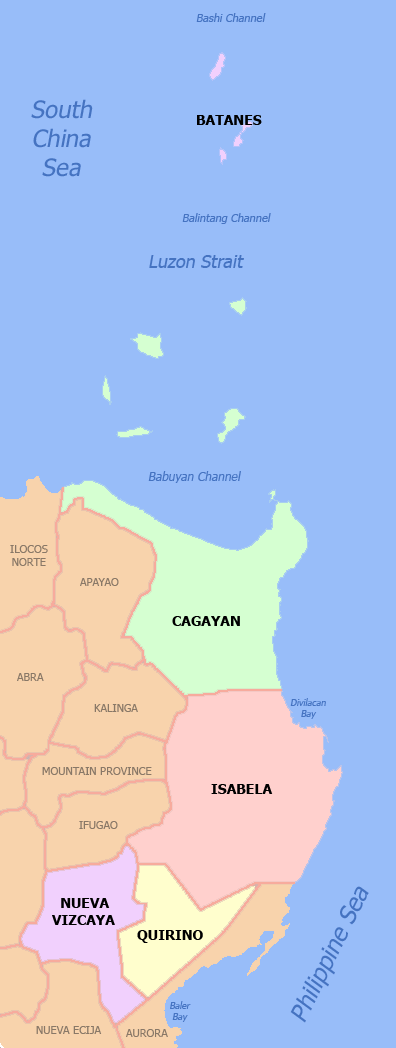
Bản đồ hành chính của Vùng

Vùng gồm 5 tỉnh và 3 thành phố
| Tỉnh          | Thủ phủ     | Dân số (2009) | Diện tích (km²) | Mật độ (trên km²) |
| ------------- | ----------- | ------------- | --------------- | ----------------- |
| Batanes       | Basco       | 15.974        | 209,3           | 78,7              |
| Cagayan       | Tuguegarao  | 1.072.571     | 9.002,0         | 110,4             |
| Isabela       | Ilagan      | 1.401.495     | 10.409,6        | 113               |
| Nueva Vizcaya | Bayombong   | 397.837       | 3.903,9         | 94,0              |
| Quirino       | Cabarroguis | 163.610       | 3.057,2         | 48,6              |
|               |             |               |                 |                   |
| Santiago      |             | 126.244       | 275             | 459               |

### Thành phố hợp thành
- Cauayan, Isabela
- Tuguegarao, Cagayan

Santiago là một thành phố độc lập, được tính gộp vào tỉnh Isabela.